# Katholieke Kerk in Botswana

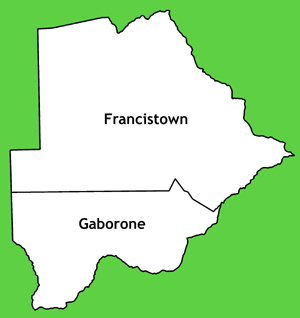
Bisdommen in Botswana

De Katholieke Kerk in Botswana is een onderdeel van de wereldwijde Rooms-Katholieke Kerk, onder het geestelijk leiderschap van de paus en de curie in Rome.
In 2005 waren ongeveer 80.000 (4,5%) van de 1.800.000 inwoners van Botswana lid van de Katholieke Kerk. Het land is opgedeeld in twee kerkelijke regios, het bisdom Gaborone en het bisdom Francistown, die onder de kerkprovincie Pretoria vallen. De bisschoppen van Botswana zijn lid van de bisschoppenconferentie van Zuidelijk Afrika.
Apostolisch nuntius voor Botswana is aartsbisschop Henryk Mieczysław Jagodziński, die tevens nuntius is voor Lesotho, Namibië, Swaziland en Zuid-Afrika.

## Nuntius
- Apostolisch delegaat
  - Aartsbisschop Blasco Francisco Collaço (24 mei 2000 – 17 augustus 2006)
  - Aartsbisschop James Patrick Green (17 augustus 2006 – 7 februari 2009)
- Apostolisch nuntius
  - Aartsbisschop James Patrick Green (7 februari 2009 - 10 maart 2012)
  - Aartsbisschop Mario Roberto Cassari (10 maart 2012 - 22 mei 2015)
  - Aartsbisschop Peter Bryan Wells (9 februari 2016 - 8 februari 2023)
  - Aartsbisschop Henryk Mieczysław Jagodziński (sinds 20 augustus 2024)